# As (monedă)
As (în latină as, assis, nominativ plural: asses, iar la genitiv plural: assium) era o monedă de bronz sau de cupru din Roma antică. Greutatea și aspectul acestei monede au evoluat în mod considerabil de-a lungul secolelor.

## Etimologie
Cuvântul din latină as provine din cuvântul din latină aes: „aramă”, „bronz”.

## Asul în timpul Republicii Romane

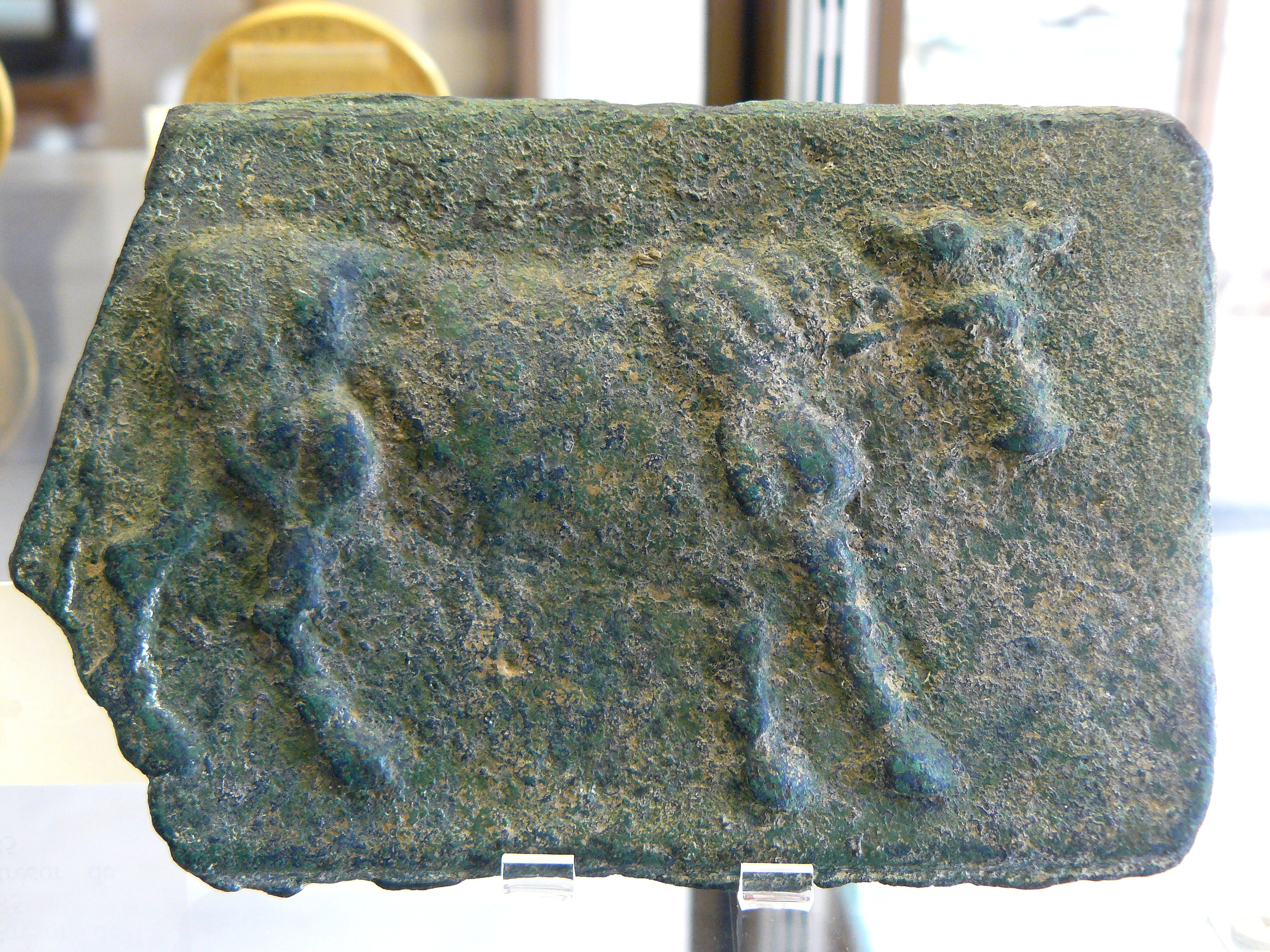
Aes signatum - sfârşitul secolului al IV-lea î.Hr. sau începutul secolului al III-lea î.Hr. – lungime cca 15 cm – greutate cca 1,4 kg – Cabinetul de Medalii din Paris

În Istoria sa despre începuturile Republicii Romane, în secolul al IV-lea î.Hr., Titus Livius face referință la as ca unitate de cont, de exemplu pentru evaluarea censului sau în suma totală a amenzilor.
La începutul secolului al III-lea, lumea romană se servea de lingouri mari de bronz (până la 5 livre romane, adică cca 1,6 kg) turnate sub formă dreptunghiulară, având gravată imaginea unui bou sau a unei oi, aceste ligouri au fost denumite « aes signatum ». Greu de mânuit, aes signatum încetează să mai fie fabricat la mijlocul secolului al III-lea î.Hr.
În aceeași epocă, apare « aes grave » sau « aes libralis », adică « bronz de o livră », turnat în formă rotundă, având teoretic greutatea normalizată (în teorie, întrucât variațiile de turnare, de la un tipar la altul, conduceau la intervale mari de greutate). Destul de greu la origine (o livră romană cântărea 320 de grame), acest as este subdivizat în monede mai mici, care se distingeau prin marcajele de pe fețe. Un exemplu este seria de monede emise între 290 î.Hr. și 240 î.Hr.

### Aes rude
Aes rude sau Aes infectum (bronz brut sau neprelucrat) este un tip de premonedă romană constituit din bucăți neregulate de bronz.
Tehnic, nu putem vorbi de o monedă întrucât acestui « aes rude » îi lipsesc forma unei monede, semnele de identificare, valoarea și autoritatea emitentă.
Populațiile Italiei Centrale, inclusiv de la Roma, foloseau în principiu pentru schimburi, ca metale, doar cuprul și bronzul.
La început, au fost utilizate bucăți de metal cu forme neregulate, de diverse dimensiuni, direct ieșite de la turnare, în stare brută și fără nicio finisare. Valoarea lor era determinată de greutate, care nu era, nici ea, uniformă și varia de la 3 kg la 0,5 kg. Având în vedere greutatea lor considerabilă, aceste lingouri trebuie să fie înțelese mai degrabă drept ca fiind rezervate tezaurizării decât comerțului zilnic. Aceste lingouri circulau în centrul Italiei, deși au fost descoperite câteva lingouri la Parma și la Bologna.
Văzută fiind varietatea de lingouri, cu greutate și formă diferite, putem presupune că erau fabricate în funcție de nevoi. Începând cu secolul al VII-lea î.Hr., « tipuri » sau « amprente », între care cea mai cunoscută este « rămurica », sunt aplicate pe lingouri, cu siguranță pentru diferențierea de alte piese analoage sau pentru a ușura decuparea lor. Lingouri care prezintă astfel de « amprente » au fost descoperite în diferite puncte ale Italiei: Bologna, Parma, Marzabotto, Mantova, în Umbria și în Toscana. Un astfel de lingou a fost descoperit într-un puț pentru ofrande alături de templul zeiței Demeter la Bitalemi, în apropiere de Gela, în Sicilia, iar după studiile stratigrafice, este datat din 560 –540 î.Hr.. Alte amprente adoptate sunt « osul de pește » sau « o stea cu opt colțuri ».
În faza următoare, pentru reducerea operațiilor cântărire, au fost utilizate lingouri având forme mai regulate cu un semn care indica valoarea, numite aes signatum. În general, este vorba despre bucăți de bronz de forme aproximativ paralelipipedice sau ovoidale, cu «amprente»,  pe una sau pe cele două fețe, fabricate de particulari și nu de stat.
Mai târziu, spre secolul al III-lea î.Hr., a început emiterea de aes grave.

### Aes signatum

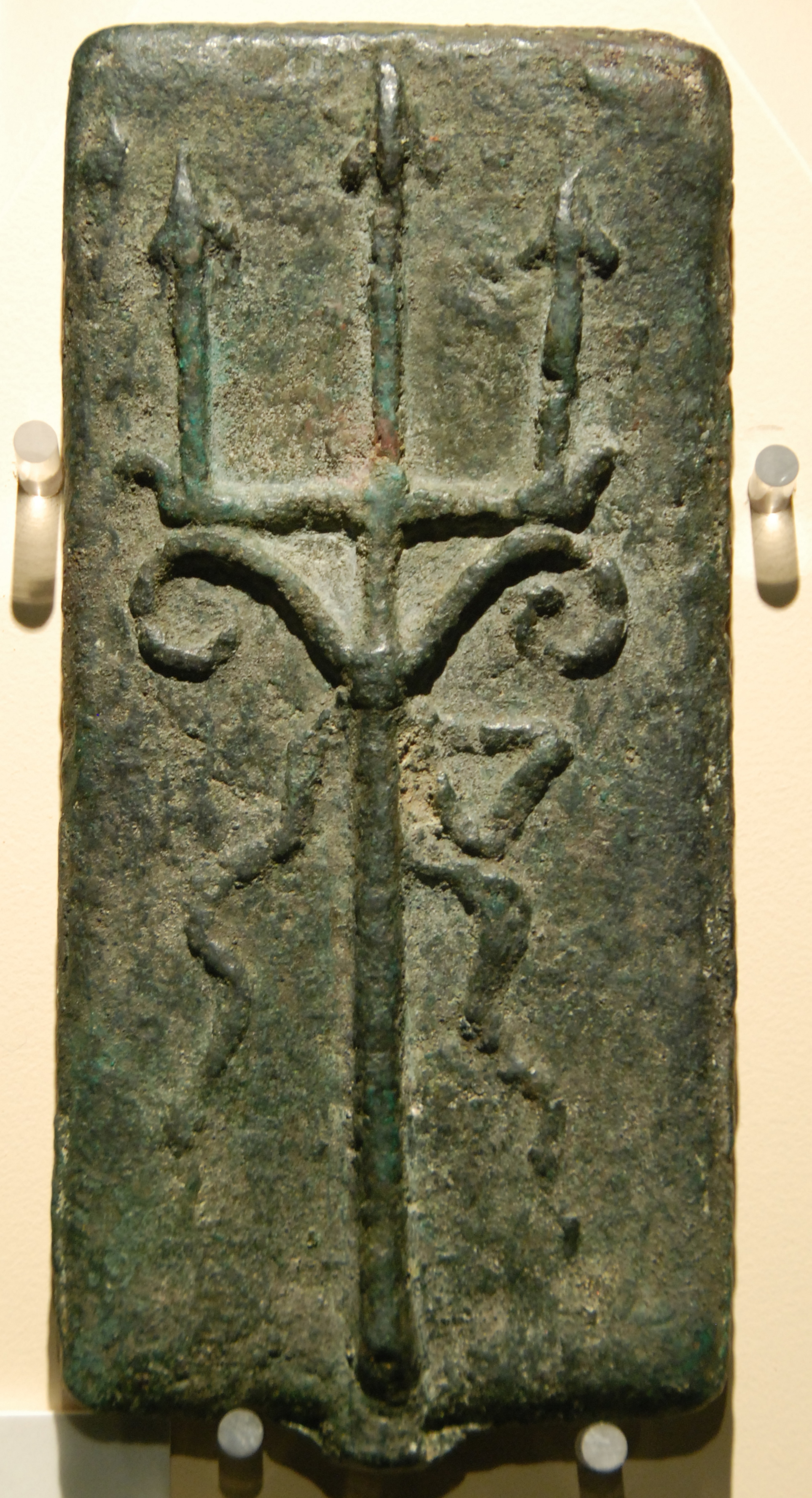
Un exemplu de aes signatum produs sub Republica romană, după 450 î.Hr., bronz, 185,00x90,00 mm; 1616,62 grame; Biblioteca Apostolică Vaticană, Roma.

Aes signatum, (în latină, bronz, cupru contrasemnat), este termenul pe care numismații moderni îl utilizează pentru a desemna lingourile de bronz turnate care erau utilizate în Italia centrală înaintea  emiterii de Aes grave.
Aes signatum a fost produs în prima jumătate a secolului al III-lea î.Hr., și a urmat după Aes rude.
Greutatea barelor era de circa 1,5 kg și avea o valoare de 5 ași. Aes signatum nu aveau valoare facială și deci nu aveau amprente fixe, aceste lingouri, ca și aes rude, valorau cât cântăreau și pentru aceasta, ele erau « tăiate », după nevoi. Lingourile prezentau figuri, una pe fiecare față, aproape amprente primitive. De exemplu, cuplurile Ahile ținând un fulger, pe o față și Pegas pe revers, sau: o spadă și teacă, un elefant și un porc. Acest din urmă tip a permis datarea lingoului din 275 î.Hr., anul bătăliei de la Beneventum, în care a fost învins Pyrrhus I și al ducerii de către acesta, pentru prima oară la Roma, a elefanților de luptă care au impresionat poporul. Explicația prezenței imaginii porcului pe reversul monedei o găsim într-un text redactat de Claudius Aelianus, potrivit căruia, aceste animale (porcii) au fost folosite pentru a înspăimânta elefanții: porcii au fost unși cu smoală și incendiați, iar grohăiturile scoase de aceștia au înspăimântat pahidermele.

### Aes grave sau aes libralis

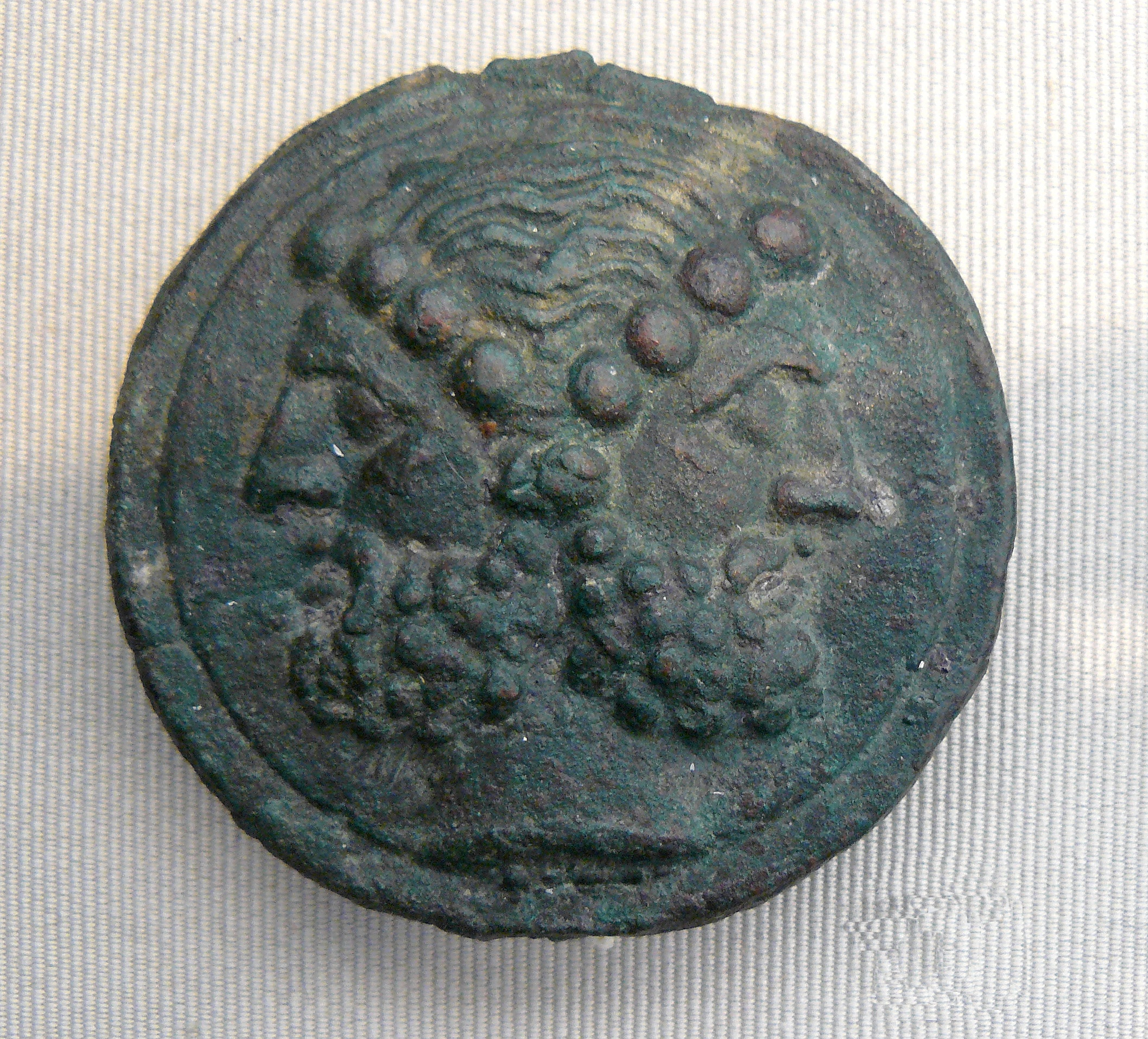
Ianus, pe un Aes grave, emis în 225 î.Hr., 254,64 g, cca 7 cm diametru. - Cabinet des Médailles, Paris

Cu termenul aes grave (bronz greu) scriitorii romani indicau monedele grele din bronz de la începuturile Republicii Romane.
În numismatică, se desemnează astfel monedele romane turnate din bronz din secolul al IV-lea î.Hr. și din secolul al III-lea î.Hr. emise în Italia centrală de diferite populații, și caracterizate printr-un semn care indică valoarea.
În primele serii, un as cântărea cca 320 g, adică o livră romană sau 12 uncii, de unde și denumirea sa aes libralis (din latină libra: « livră »), iar greutatea submultiplilor era direct proporțională cu valoarea sa, un « semis » (care valora ½ As), și așa mai departe până la uncie, cu valoarea de 1/12 As. În  această serie, toate monedele erau turnate și erau diferențiate prin motivul de pe față și de pe revers. Tabelul de mai jos oferă seria derivată a asului libralis de circa 320 g, emisă în perioada 290 î.Hr. – 250 î.Hr. .
| Asul și submultiplii săi în secolul al III-lea î.Hr. | Asul și submultiplii săi în secolul al III-lea î.Hr. | Asul și submultiplii săi în secolul al III-lea î.Hr. | Asul și submultiplii săi în secolul al III-lea î.Hr. | Imagini |
| Monedă                                               | Valoare                                              | Motiv față                                           | Motiv revers                                         |         |
| As                                                   | as                                                   | Ianus                                                | Mercur                                               | -       |
| Semis                                                | ½ as                                                 | Minerva                                              | Venus                                                | -       |
| Triens                                               | 1/3 as                                               | Fulger                                               | Delfin                                               |         |
| Quadrans                                             | ¼ as                                                 | Cornul abundenței                                    | Mână                                                 | -       |
| Sextans                                              | 1/6 as                                               | Scoică                                               | Caduceu                                              |         |
| Uncia                                                | 1/12 as                                              | Os                                                   | Punct                                                | -       |
| Semiuncia                                            | 1/24 as                                              | Bob de grâu                                          | Bob de grâu                                          |         |

Greutatea Asului trece, spre anul 250 î.Hr., de la 12 la 10 uncii, adică la cca 260 grame, iar submultiplii săi cunosc o micșorare proporțională, în timp ce valorile nominale rămân neschimbate. Motive diferite gravate pe assess permit distingerea noilor serii.

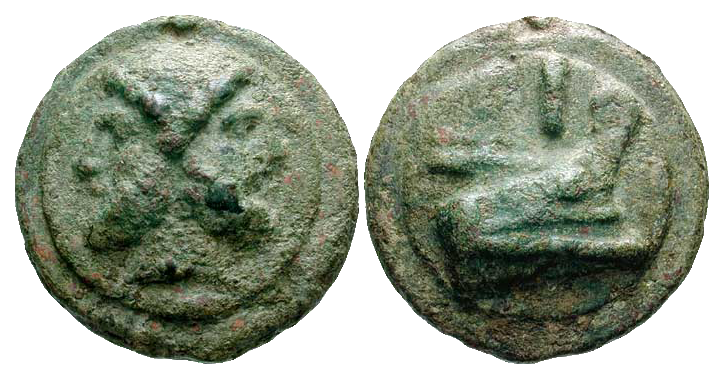
As grave (cca 240-225 î.Hr.) Ianus cu două feţe / Proră de galeră
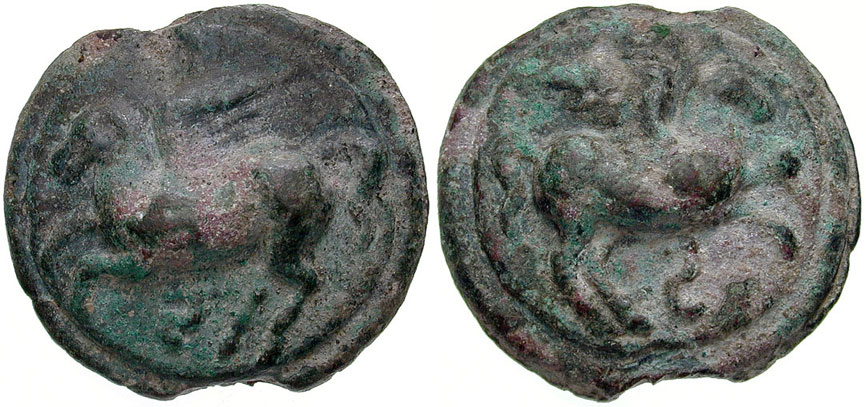
Semis Pegas pe cele două feţe ale monedei
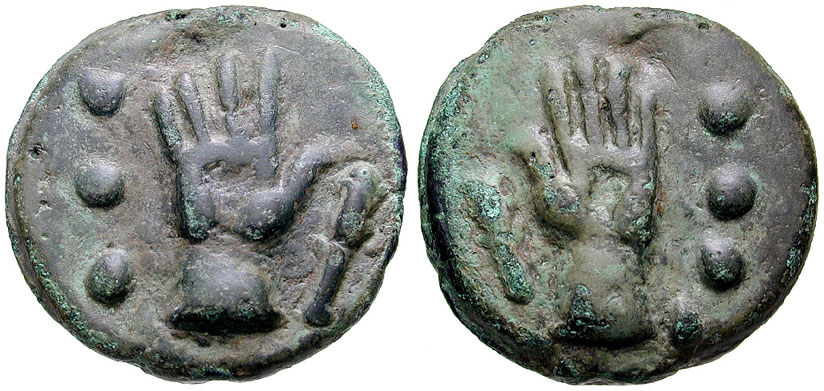
Quadrans (cca 230-226 î.Hr.) Mână deschisă greutate: 63,19 grame Thurlow-Vecchi 26; Crawford 27/8

### Asul bătut
Baterea asului își are debutul la începutul secolului al III-lea î.Hr., în timpul războiului contra lui Pyrrhus I. Al Doilea Război Punic vede apariția monedei romane de argint, denarul care valora 10 asses, iar sesterțul valora 2 asses și jumătate, și provoacă mai multe devalorizări ale asului..
Odată cu trecerea de la turnarea la baterea monedelor cu ciocanul, asul a devenit o monedă fiduciară, a cărei valoare nu mai era legată de conținutul de metal, de valoarea sa intrinsecă.
Greutatea teoretică a asului a evoluat astfel în timpul Republicii Romane:
| Evoluția greutății Asului republican |                 |                    |                    |  |
| Data                                 | Tipul           | Greutatea în uncii | Greutatea în grame |  |
| spre 300 î.Hr.                       | as libralis     | 12 uncii           | 320 g              |  |
| spre 250 î.Hr.                       | as libralis     | 10 uncii           | 270 g              |  |
| 217 î.Hr.                            | as semilibralis | 6 uncii            | 164 g              |  |
| 214 î.Hr.                            | as quadrantalis | 3 uncii            | 82 g               |  |
| 211 î.Hr.                            | as sextantalis  | 2 uncii            | 55 g               |  |
| 178-170 î.Hr.                        | as uncialis     | 1 uncie            | 27 g               |  |
| 91 î.Hr.                             | as semiuncialis | 1/2 uncie          | 14 g               |  |

Datele sunt aproximative înainte de Hristos, iar cronologia perioadei instabile a asului din timpul războiului punic nu se regăsește, de la un autor la altul. Tabelul îl urmează mai ales pe Georges Depeyrot, specializat în probleme numismatice, în timp ce Marcel Le Glay situează asul de 4 uncii în 217 î.Hr. și de o uncie în 211 î.Hr. 
Motivele gravate pe față permiteau distingerea asului și a submultiplilor  săi, în timp ce toate reversurile prezentau o proră de navă.
| Asul și submultiplii săi în secolul al II-lea î.Hr. |         |             |              |  |
| Monedă                                              | Valoare | Motiv avers | Motiv revers |  |
| Dupondius                                           | 2 as    | Minerva     | Proră        |  |
| As                                                  | as      | Ianus       | Proră        |  |
| Semis                                               | ½ as    | Saturn      | Proră        |  |
| Triens                                              | 1/3 as  | Minerva     | Proră        |  |
| Quadrans                                            | ¼ as    | Hercule     | Proră        |  |
| Sextans                                             | 1/6 as  | Mercur      | Proră        |  |
| Uncia                                               | 1/12 as | Roma        | Proră        |  |
| Semiuncia                                           | 1/24 as | Mercur      | Proră        |  |

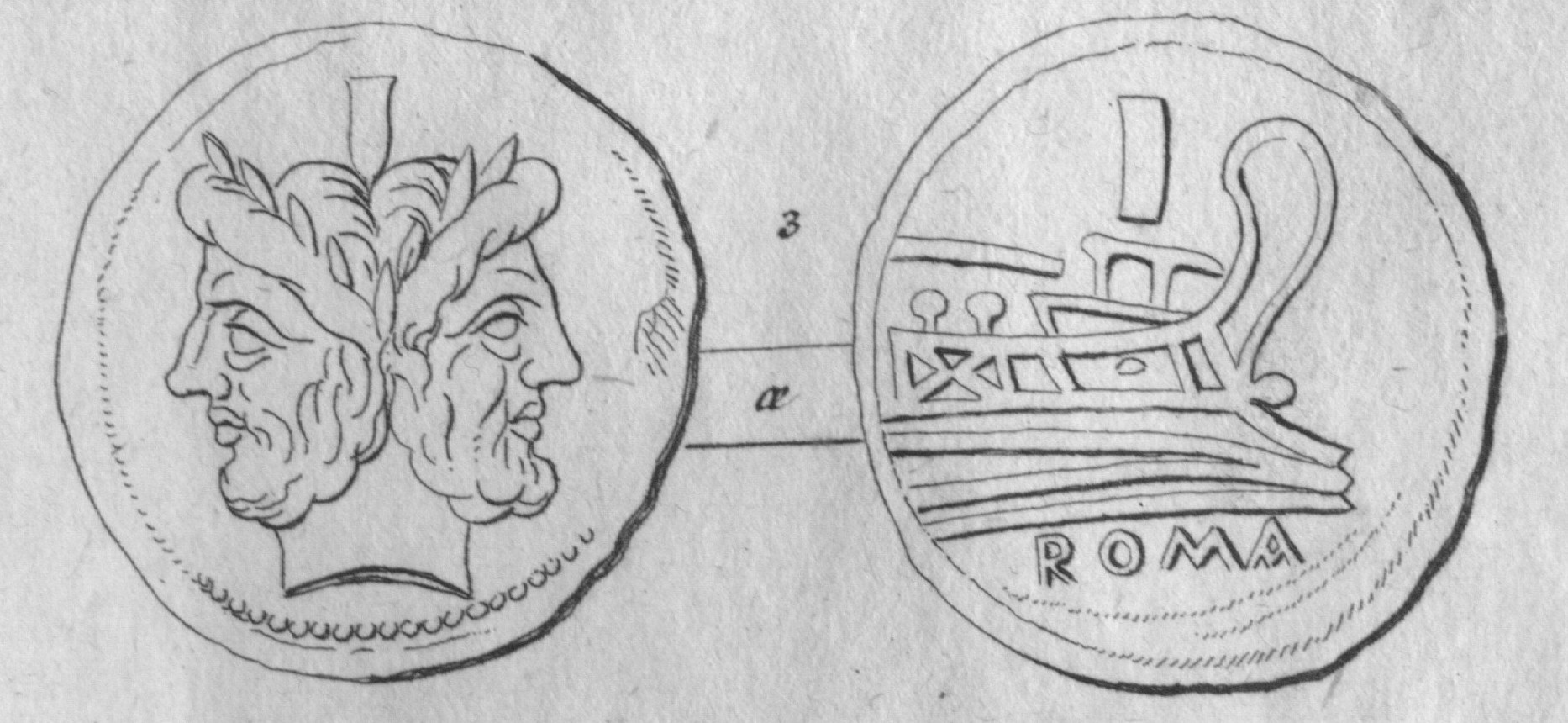
As republican cu Ianus (cu cele două fețe: spre trecut și spre viitor), pe avers și proră de galeră, pe revers (desen realizat de numismatul vienez Joseph Eckhel, în 1787)

Spre anul 145 î.Hr., raportul dintre as și monedele de argint a fost modificat :
- sesterțul de argint a trecut de la 2 asses și jumătate la 4 asses;
- denarul a trecut de la 10 asses la 16 asses.

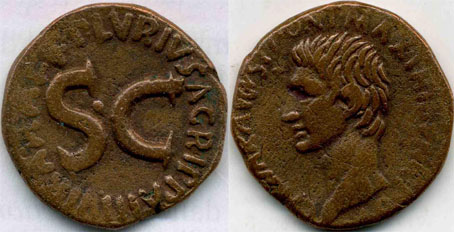
As bătut pentru cel de-al treilea consulat al lui Marcus Vipsanius Agrippa (27 î.Hr.)

În anul 80 î.Hr., atelierul monetar din Roma și-a încetat emiterile de monede de bronz (as și submultiplii săi), din cauza penuriei de cupru. Asul înceta să mai fie unitate de cont, în profitul sesterțului. Comerțul internațional roman folosea denarul de argint, iar pentru schimburile locale, vechile ateliere din Orient și câteva ateliere regionale din Spania sau din Galia acopereau nevoile de monedă măruntă. Așii bătuți înainte de 8o î.Hr. au rămas în circulație până la Imperiu.

## Asul în timpul Imperiului

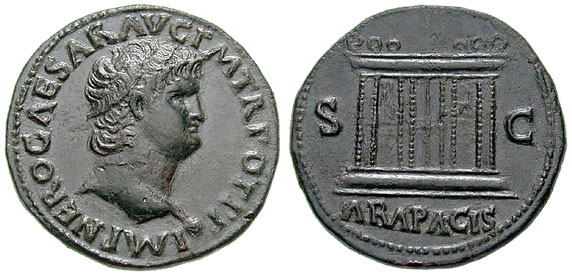
As emis sub Nero, la Lugdunum, în 66; avers: IMP NERO CAESAR AVG P M TR POT P P (IMP[erator] NERO CAESAR AVG[ustus], P[ontifex] M[aximus], TR[ibunicia] POT[estate], P[ater] P[atriae]), cap gol, spre dreapta, glob în dreptul pieptului; revers: S C (S[enatus] C[onsulto]), de-o parte și de alta a Ara Pacis; în exergă: ARA PACIS

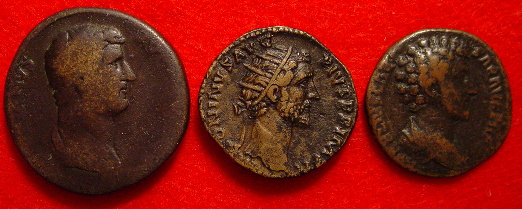
Sesterţ emis de Hadrian, dupondius emis de Antoninus Pius, as emis de Marcus Aurelius.

Războaiele civile au dus la reactivarea emiterii de monede romane de bronz, în ateliere locale, din diferite puncte ale Imperiului, în Orient, în Spania și în Galia Narbonensis, îndeosebi la Colonia Nemausa. În 19 î.Hr., Augustus a reorganizat emisiunile într-un mod coerent și a reluat baterea asului în atelierele imperiale din Roma și din Lugdunum, azi Lyon, cu cotațiile următoare:
- un denar de argint = 16 as
- un sesterț de alamă de 25 de grame = 4 as
- un dupondius de alamă de 12,5 g = 2 as
- un as =  1/30 dintr-o livră romană de cupru, adică 10,8 g
- un semis de 1/60 dintr-o livră de cupru = ½ as
- un trians de 1/112 dintr-o livră de cupru = 1/3 as.

Acest sistem rămâne în vigoare până în secolul al III-lea d.Hr. Nero, în reforma sa din anul 64, alternează, pentru emiterea asului între alamă, metal dedicat de obicei sesterțului, și cupru, dar se revine la asul din cupru după moartea sa, în 68 .
Sesterțul și denarul iau locul, în mod progresiv, asului care dispare din compunerea tezaurelor din perioada Antoninilor.
Criza monetară și economică din secolul al III-lea d.Hr. a pus capăt emisiunilor de cupru și de bronz.

### Asul sub Imperiul târziu
Emisiunile de bronz se reiau sub Dioclețian, dar succesorii săi nu reușesc să creeze un sistem stabil. Tipurile de monede de bronz variază, iar greutatea lor scade, fără să se cunoască denumirea lor precisă. Prin convenție, și în pofida micii asemănări cu asul din secolele precedente, numismații desemnează prin aes 2, aes 3 și aes 4 micile monede de bronz emise în timpul domniilor Valentinienilor și a lui Teodosiu I . Regula denumirii este următoarea: 
- Aes sau AE1 : peste de 25mm diametru ;
- Aes 2 sau AE2 : între 21 mm și 25 mm diametru ;
- Aes3 sau AE3 : între 17 mm și 21 mm diametru ;
- Aes4 sau AE4 : sub 17 mm diametru.

## Anexe

### Articole conexe
- Monedă romană
- Atelier monetar roman
- Bronz

#### Lucrări generale
- Titus Livius, Istoria Romană (titlul orginal: Ab Urbe condita, în română: „De la fondarea Romei”)
- fr  Georges Depeyrot, La monnaie romaine: 211 av. J.-C. - 476 apr. J.-C., Éditions Errance, 2006, 212 p. ISBN 2877723305
- en  Akerman John Yonge, A Manual of Roman Coins, Londres 1865. html Link spre lucrare (online) Arhivat în 10 martie 2007, la Wayback Machine.
- Babelon Ernest, Moneta in Mémoire de l'Académie des Inscriptions et des Belles-Lettres, Paris 1913. html Link spre lucrare (online) Arhivat în 11 martie 2007, la Wayback Machine.
- fr  Cohen Henry, Description Historique des monnaies frappées sous l'Empire Romain, deuxième édition, Paris, 1880-1892. html Link spre lucrare (online) Arhivat în 2 iulie 2007, la Wayback Machine.
- en  Gnecchi Francesco, Roman Coins Elementary Manual, Londres 1903. html Link spre lucrare (online) Arhivat în 11 martie 2007, la Wayback Machine.
- de  Imhoof-Blumer Friedrich, Porträtköpfe auf Römischen Münzen der Republik und der Kaiserzeit, Leipzig 1892. html Link spre lucrare (online) Arhivat în 10 martie 2007, la Wayback Machine.
- fr  Georges Hacquard, Guide romain antique, Hachette, 2005, Paris,  224 pagini, ISBN 2010004884
- fr  Marcel Le Glay, Rome, grandeur et déclin de la république, Perrin, 1990, 406 pagini, ISBN 2262007519
- fr  Mommsen Theodor, Histoire de la monnaie romaine, traduction  par Le duc de Blacas, Tome I, II, III et IV. Tome I  html Link spre lucrare (online) Tome II  html Link spre lucrare (online) Tome IV html Link spre lucrare (online)
- G. Guțu, Dicționar latin – român, Editura științifică și enciclopedică, București, 1983.

#### Lucrări specializate
- la  De Bye Jacques, Imperatorum Romanorum a Julio Caesare ad Heraclium usque Numismata Aurea, Anvers 1627. Link spre lucrare (online) Arhivat în 5 septembrie 2008, la Wayback Machine.
- fr  De Schodt Alphonse, Terme sur les médailles d'Octave-Auguste, in Revue belge de numismatique, Bruxelles 1883. Link spre lucrare (online) Arhivat în 28 septembrie 2007, la Wayback Machine.
- fr  De Witte Jean, Médailles de Bonosus, in Revue numismatique, Paris 1859. html Link spre lucrare (online) Arhivat în 28 septembrie 2007, la Wayback Machine.
- fr  Merlin Alfred, Les revers monétaires de l'empereur Nerva, Paris 1906. html Link spre lucrare (online) Arhivat în 28 septembrie 2007, la Wayback Machine.